# Petar Jurić
Petar Jurić (* 17. Februar 1961) ist ein serbisch-deutscher Basketballtrainer.

## Laufbahn
Jurić war ab 1993 Cheftrainer der Männermannschaft des USC Freiburg in der 2. Basketball-Bundesliga und führte den USC 1997 zum Aufstieg in die Basketball-Bundesliga. Nach dem Erfolg wurde er von Veselin Matić abgelöst. Mitte Januar 1998 übernahm er das Traineramt beim SV Oberelchingen, den er in der Bundesliga und im Europapokal betreute. Wie in Freiburg war Jurić auch in Oberelchingen darüber hinaus in der Jugendarbeit tätig. 1999 endete seine dortige Amtszeit, als die Mannschaft aus der höchsten deutschen Spielklasse zurückgezogen wurde. Er übernahm im Vorfeld des Spieljahres 1999/2000 das Traineramt beim Bundesligisten SSV Ratiopharm Ulm, wurde nach einem erfolglosen Saisonauftakt jedoch Anfang Oktober 1999 entlassen.
Von 2003 bis 2006 war er als Cheftrainer der Damen-Bundesliga-Mannschaft des USC Freiburg tätig, im Vorfeld der Saison 2006/07 wechselte er innerhalb des USC zu den Herren und übernahm in einer zweiten Amtszeit dort den Cheftrainerposten in der 2. Bundesliga. Er blieb bis zum Ende der Saison 2007/08 im Amt.
Während der Spielzeit 2010/11 war Jurić als Trainer beim katarischen Verein Al Arabi beschäftigt.